# 加茂中駅
加茂中駅（かもなかえき）は、島根県雲南市加茂町加茂中にある、西日本旅客鉄道（JR西日本）木次線の駅である。

## 歴史
- 1916年（大正5年）10月11日：簸上鉄道の駅として開設[1][2]。
- 1934年（昭和9年）8月1日：簸上鉄道国有化[1][3]、鉄道省木次線の駅となる[4]。
- 1959年（昭和34年）11月：貨物取扱廃止[5][注釈 1]。
- 1971年（昭和46年）10月1日：日本交通観光社が出改札を行う業務委託駅となる[6]。
- 1984年（昭和59年）2月1日：荷物扱い廃止[1]。
- 1987年（昭和62年）4月1日：国鉄分割民営化に伴い、JR西日本に移管[1]。
- 2001年（平成13年）10月1日：CTC化に伴い、簡易委託駅化。

## 駅構造
島式ホーム1面2線を有する列車交換可能な地上駅。貨物取扱があった時代は貨物積下線が1番線として存在していた。ホームから木次寄りにある構内踏切を通じて、坂を下った所に木造駅舎が設置されている。駅舎内の窓口で乗車券類を販売する簡易委託駅である。駅管理は木次鉄道部が行っている。

### のりば
| のりば | 路線   | 方向 | 行先               |
| ------ | ------ | ---- | ------------------ |
| 1      | 木次線 | 上り | 宍道方面           |
| 2      | 木次線 | 下り | 木次・出雲横田方面 |

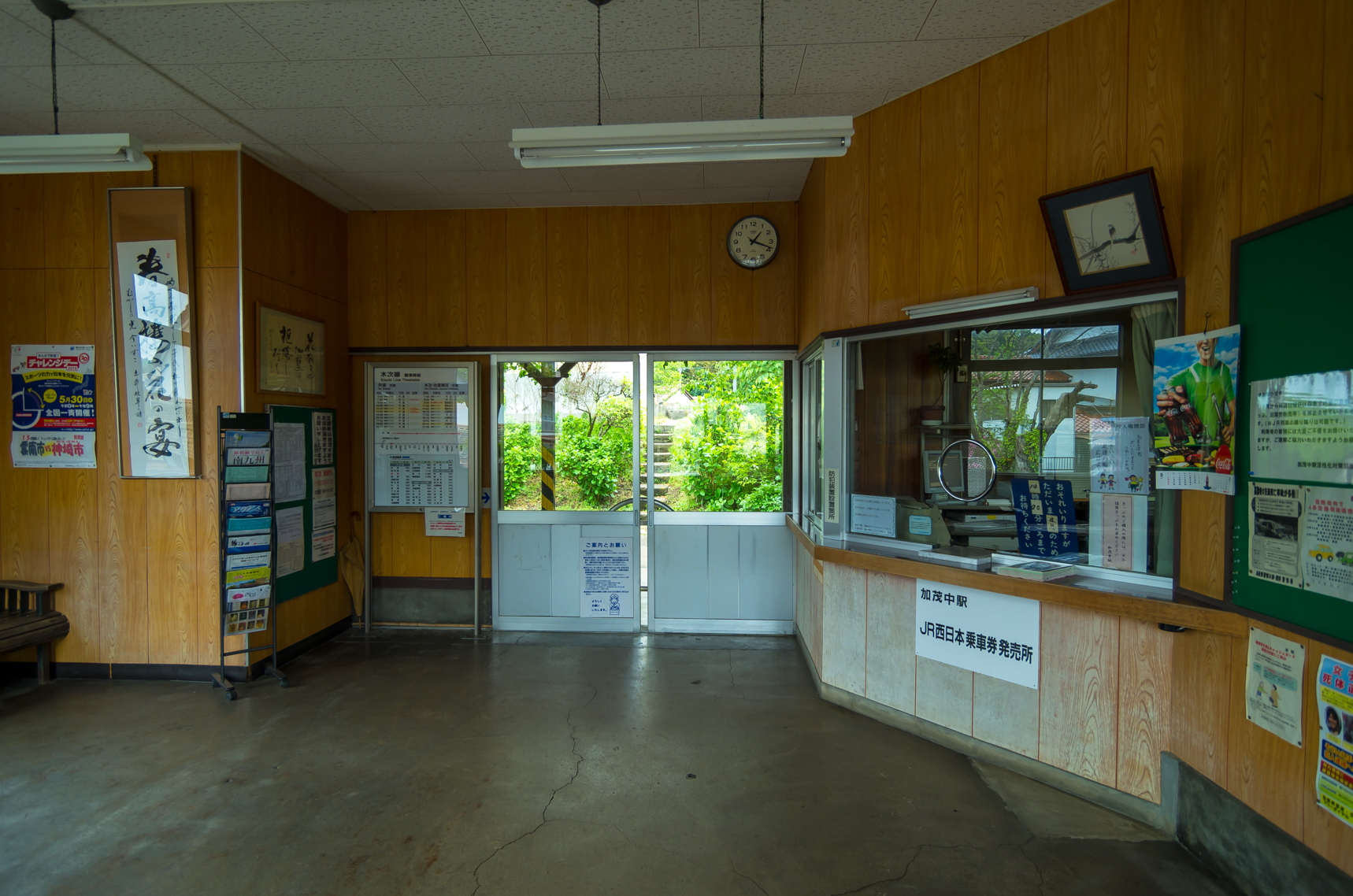
駅舎内（2012年5月、窓口付近）
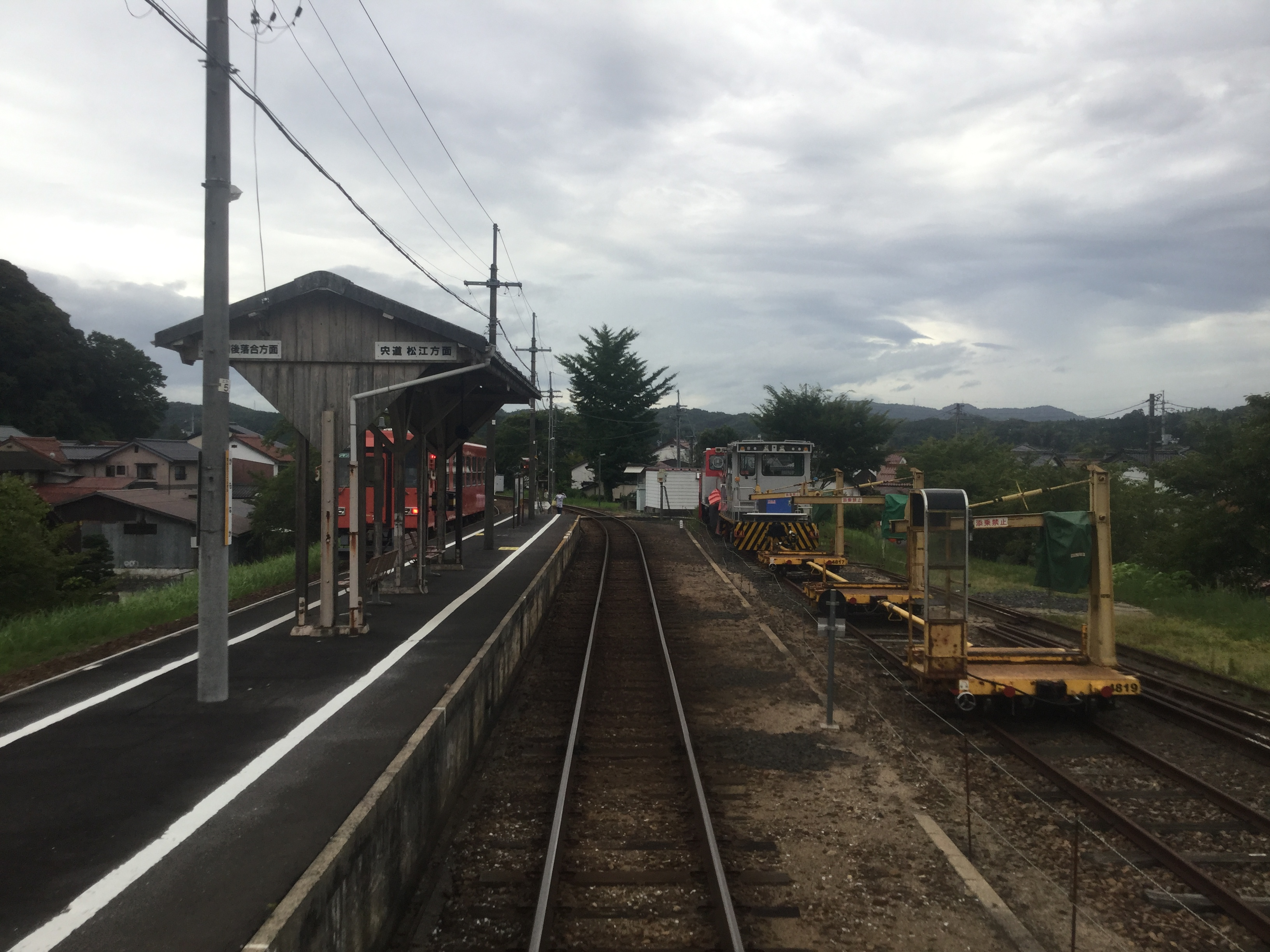
ホーム（2019年8月、列車内から）

## 利用状況
近年の1日平均乗車人員の推移は以下の通り。なお、1994年度は166人、1984年度は221人だった。
| 乗車人員推移       | 乗車人員推移 |
| 年度               | 1日平均人数  |
| ------------------ | ------------ |
| 1980年（昭和55年） | 275          |
| 1985年（昭和60年） | 203          |
| 1990年（平成02年） | 173          |
| 1995年（平成07年） | 169          |
| 1999年（平成11年） | 146          |
| 2000年（平成12年） | 145          |
| 2001年（平成13年） | 162          |
| 2002年（平成14年） | 157          |
| 2003年（平成15年） | 124          |
| 2004年（平成16年） | 99           |
| 2005年（平成17年） | 88           |
| 2006年（平成18年） | 96           |
| 2007年（平成19年） | 83           |
| 2008年（平成20年） | 88           |
| 2009年（平成21年） | 81           |
| 2010年（平成22年） | 71           |
| 2011年（平成23年） | 75           |
| 2012年（平成24年） | 77           |
| 2013年（平成25年） | 89           |
| 2014年（平成26年） | 82           |
| 2015年（平成27年） | 89           |
| 2016年（平成28年） | 70           |
| 2017年（平成29年） | 73           |
| 2018年（平成30年） | 60           |
| 2019年（令和元年） | 59           |
| 2020年（令和2年）  | 53           |
| 2021年（令和3年）  | 50           |
| 2022年（令和4年）  | 56           |

## 駅周辺
- 加茂総合センター
- 雲南市加茂文化ホール ラメール
- 雲南市加茂B&G海洋センター ラソンテ
- 加茂岩倉遺跡ガイダンス
- 神原神社古墳
- スーパーセンタートライアル雲南店 - 当駅より1.1km（徒歩約13分）
- 国道54号
- 島根県道157号出雲大東線
- 島根県道214号加茂中停車場線

## 隣の駅
西日本旅客鉄道（JR西日本）
 木次線
南宍道駅 - 加茂中駅 - 幡屋駅